# Black Saint
Black Saint ist ein italienisches Jazzlabel.
Das Label wurde 1975 von Giacomo Pelliciotti gegründet. Er gab damit insbesondere Musikern des Avantgarde Jazz Gelegenheit, Platten aufzunehmen. 1977 übernahm Giovanni Bonandrini die Leitung des Labels. 1979 wurde zudem ein weiteres Label namens Soul Note gegründet. 
Bei Black Saint und Soul Note nahmen viele wichtige US-amerikanische Musiker der 1970er bis 1990er Jahre Alben auf, häufig solche aus dem Umfeld der Chicagoer Jazzszene, wie der Association for the Advancement of Creative Musicians und den Musiker-Kollektiven von St. Louis wie die Black Artists Group und das Human Arts Ensemble. Die erste Veröffentlichung des "Black Saint"-Labels war ein Album von Billy Harper 1975; es folgten im selben Jahr Platten von Muhal Richard Abrams, Archie Shepp und Don Pullen. Die beiden Label wurden mehrfach zwischen 1984 und 1989 im Kritikerpoll des Down Beat als „Bestes Label“ bzw. „Bester Produzent“ ausgezeichnet.
Das Label Soul Note war zunächst Musikern vorbehalten, die näher am "Mainstream" des Jazz orientiert sind, auch wenn die musikalischen Übergänge zwischen den beiden Labels fließend sind. Heute finden sich aber auch Platten von Tony Oxley oder Bill Dixon auf Soul Note.
Sitz der Plattenfirma ist in Tribiano, Italien. Viele der Black Saint-Aufnahmen wurden in Mailand eingespielt, meist anlässlich von Tourneen der Musiker durch Europa, manchmal auch in Begleitung durch italienische Musiker wie Giorgio Gaslini, der ebenso für das Label aufgenommen hat. Inzwischen leitet Giovanni Bonandrinis Sohn Flavio die Geschäfte.
2008 wurde sowohl Black Saint als auch Soul Note von der KEPACH Music Group übernommen. Zu dieser Gruppe gehören ebenfalls CAM Jazz, CAM Jazz Presents und Dischi Della Quercia.